# Pauropus quercus
Pauropus quercus är en mångfotingart som beskrevs av Hilton 1930. Pauropus quercus ingår i släktet grovfåfotingar, och familjen fåfotingar. Inga underarter finns listade i Catalogue of Life.